# André Eve
André Eve, né le 18 août 1931 à Jouy-le-Moutier (Seine-et-Oise) et mort le 2 août 2015  à Pithiviers (Loiret), est un pépiniériste, rosiériste et obtenteur français.

## Biographie

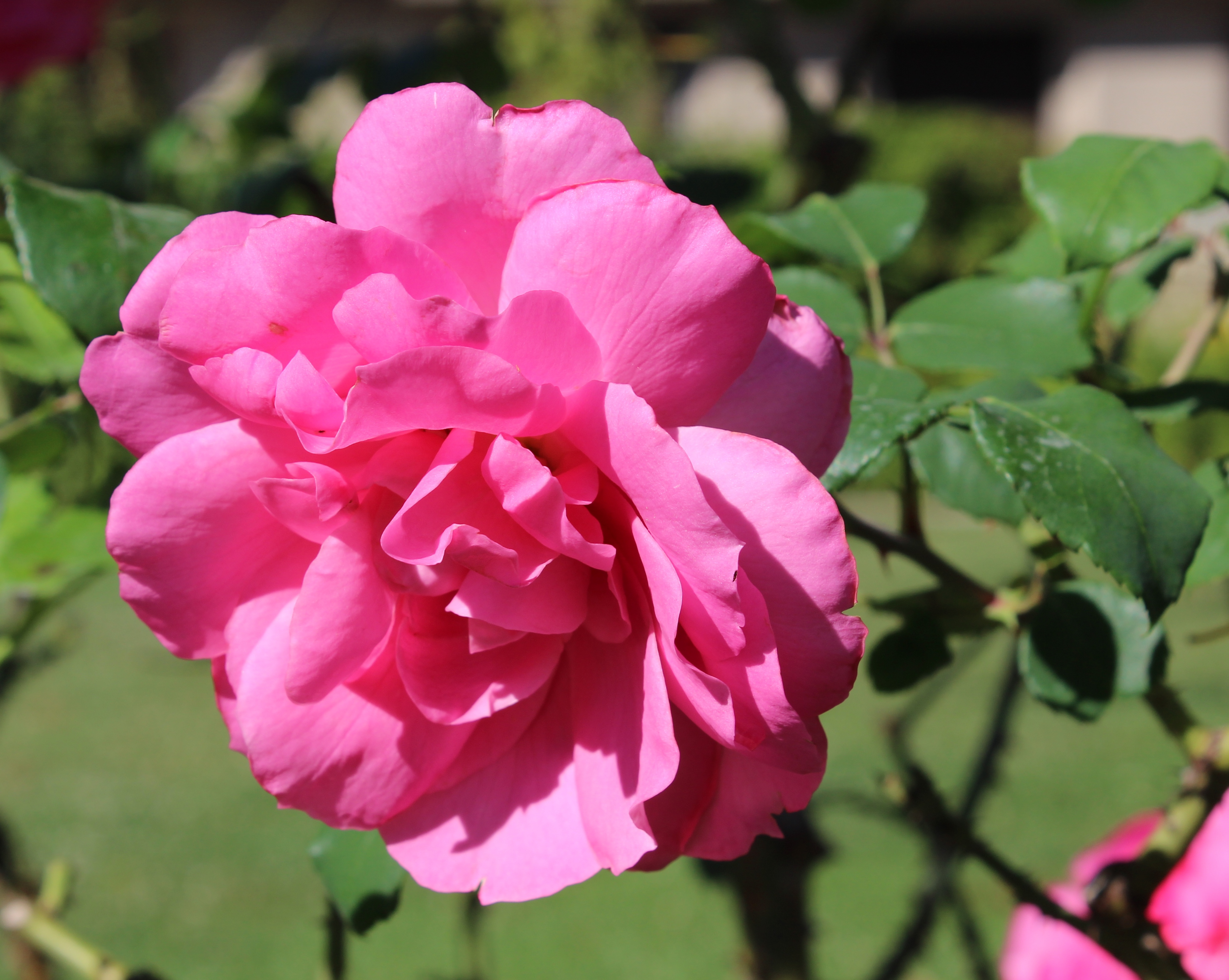
La première création d’André Eve en 1969 : 'Sylvie Vartan'.

Fils d’un agriculteur de Pontoise, André Eve quitte l’école à treize ans. En 1958, il rachète les pépinières Robichon à Pithiviers. En 1968, il crée sa première variété qu’il baptise en 1969 'Sylvie Vartan'.
André Eve prend sa retraite en 2000 tout en continuant à cultiver son jardin des Morailles, au sud de Pithiviers.
Spécialisé dans la conservation et la redécouverte des roses anciennes, André Eve est en particulier l’obtenteur de 'Prestige de Bellegarde', 'Rose des blés', 'Carla Fineschi', 'L’Auberge de l’Ill', et d’un rosier liane, 'Suzon'.
André Eve est le créateur, en 2004, de la roseraie de La Possonnière, dans les jardins de la maison natale de Pierre de Ronsard à Couture-sur-Loir.
La rue où est installée sa roseraie a été baptisée « rue André Eve » en 2005. Six-cents variétés de roses sont disponibles en 2015 dans sa roseraie de Pithiviers-le-Vieil. Certaines de ses créations sont visibles à la roseraie Jean-Dupont d'Orléans.
L'Association des Amis d'André Eve s'est constituée dès septembre 2015 pour faire connaître l’œuvre d'André Eve et l'inscrire dans une perspective écologique et pédagogique.
André Eve a créé une roseraie où il a réuni l'ensemble de ses obtentions en compagnie de leurs parents. Elle est visible à La Neuville-sur-Essonne, dans le Grand Jardin du Théâtre des Minuits.

## Conservatoire
Ses pépinières et ses jardins conservatoires, « Les Roses Anciennes André Eve », sont visibles à Chilleurs-aux-Bois, en France. C'est une des rares pépinières qui conserve et diffuse : 
- des variétés botaniques comme Rosa banksiae lutea ou  Rosa chinensis mutabilis.
- des variétés historiques comme 'Blush Noisette' (Philippe Noisette, 1815), 'Mme Alfred Carrière' (Joseph Schwartz, 1879), 'Albertine' (Albert Barbier, 1921), 'New Dawn' (Dreer, 1930), distinguée comme rose favorite du monde en 1997, 'Gruss an Aachen' (Geduldig, 1909), élue la plus belle rose ancienne en 2000.
- des variétés anciennes oubliées comme 'Baron Gonella' (Guillot père, 1859), 'Belle Amour', ou 'Monsieur de Morand' (Schwartz, 1891).

Roses conservées ou créées par André Eve
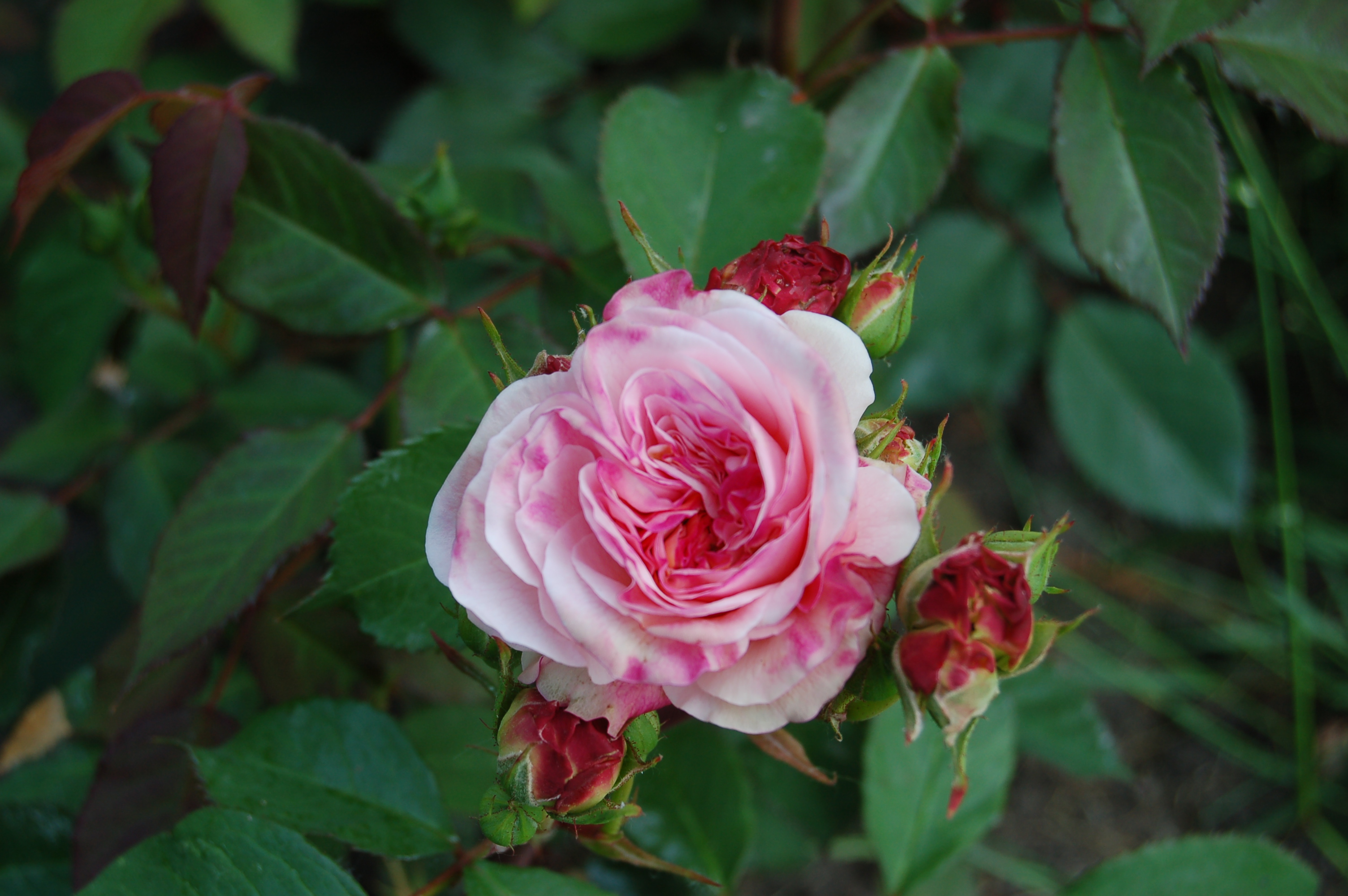
'Gruss an Aachen' (Geduldig, 1909)
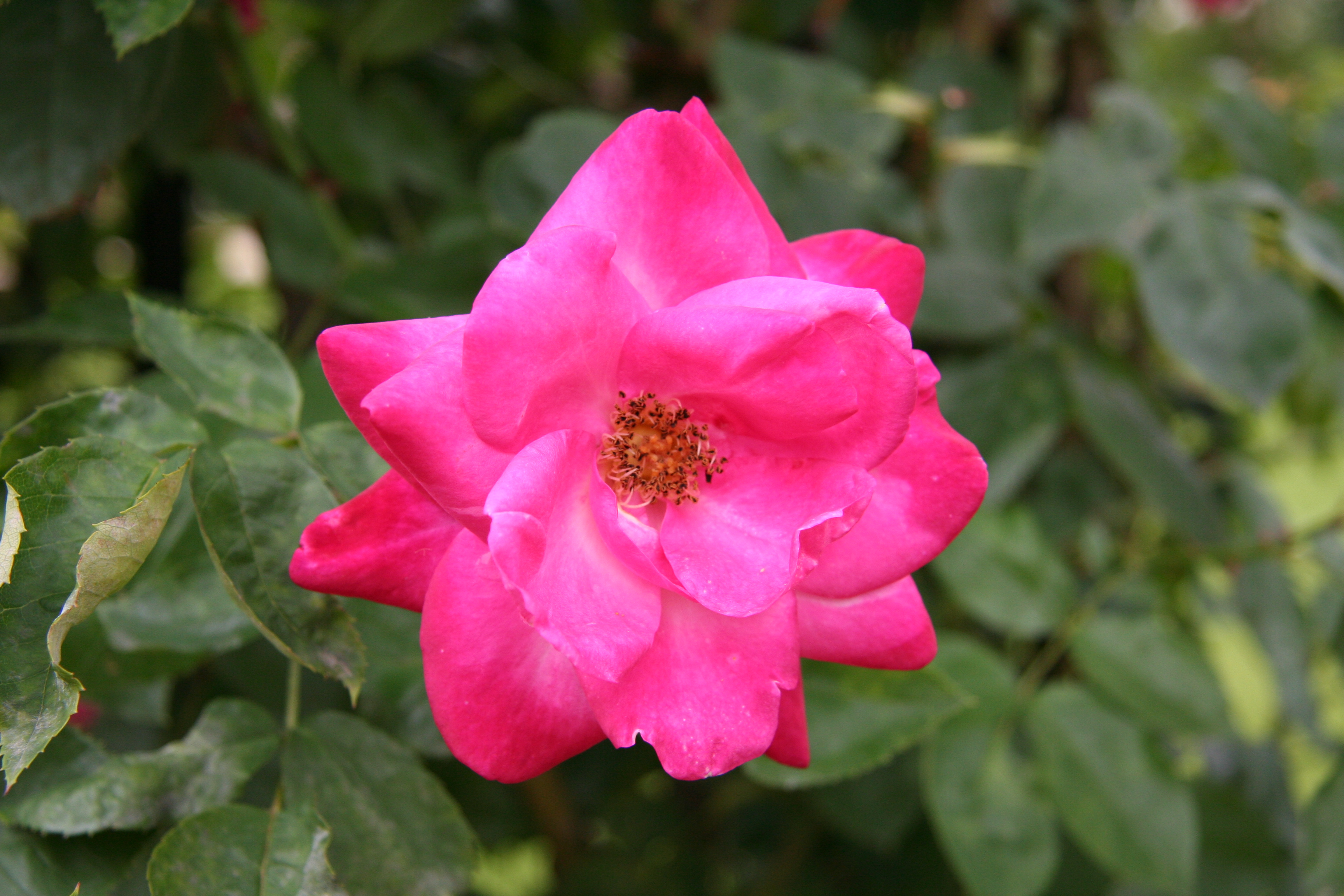
'Albert Poyet', 1979
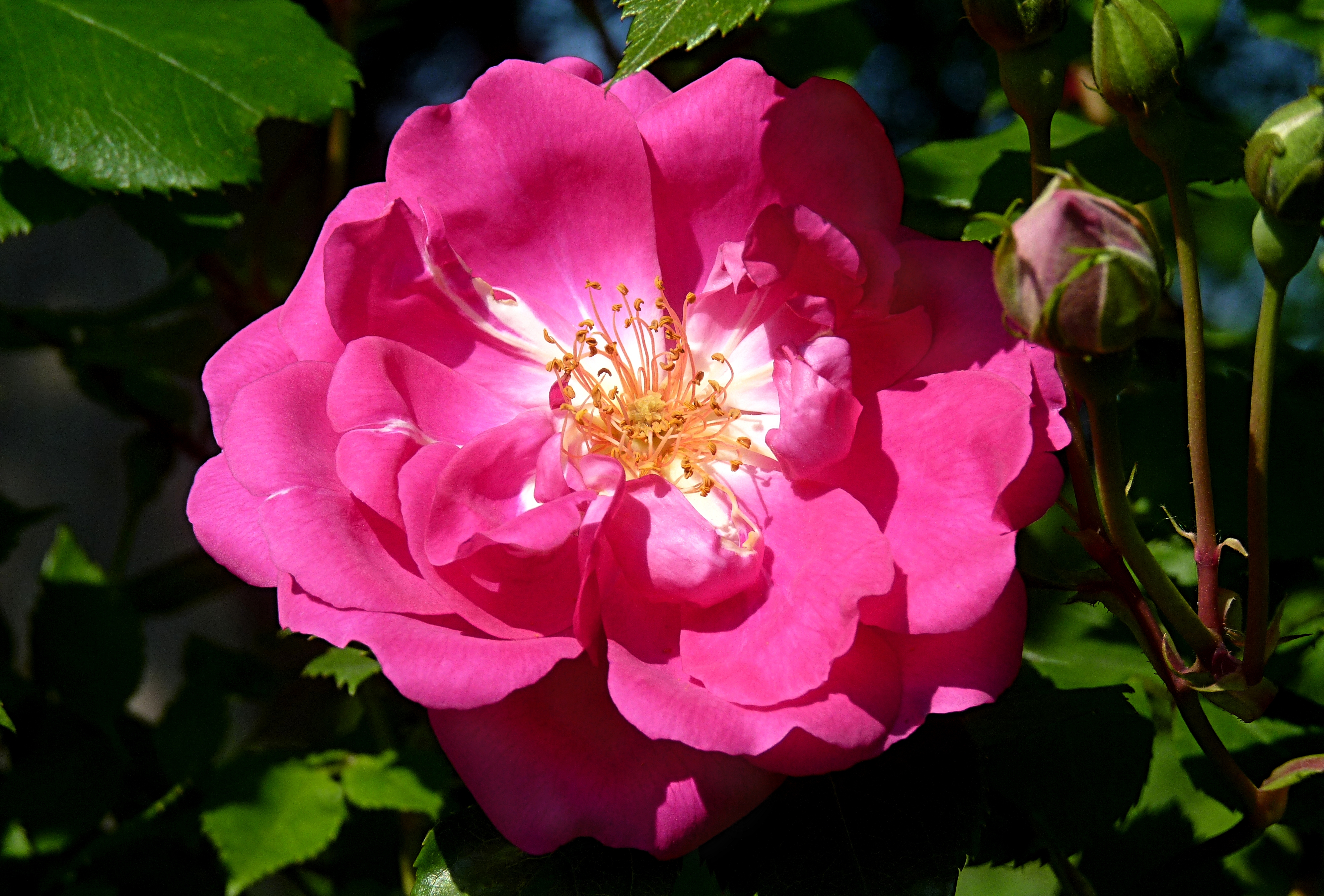
'Madame Solvay', 1992
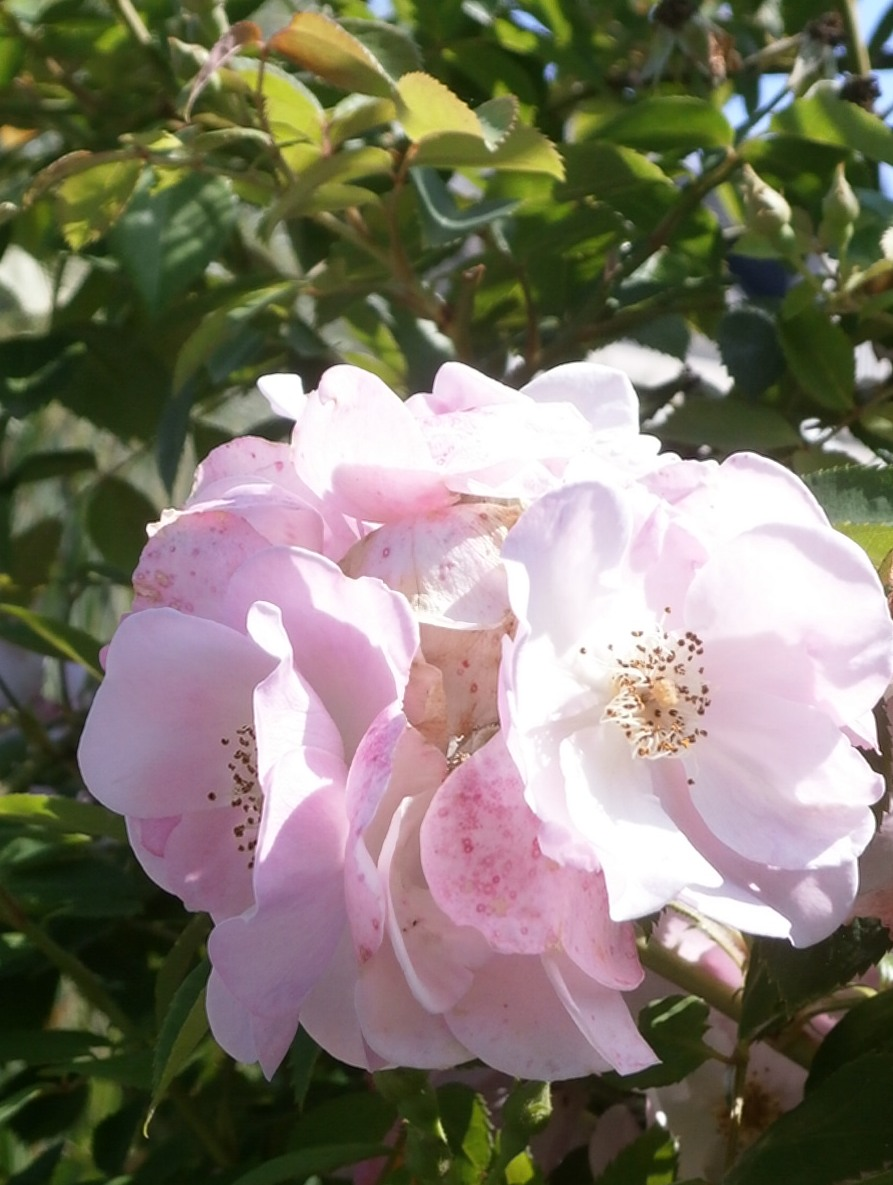
'Jeanne de Chédigny', 2010